# Mimifierat
Mimifierat är ett musikalbum från 2010 av det svenska punkbandet Mimikry. Mimifierat är en coverskiva och släpptes gratis för nedladdning på bandets hemsida, alla låtar är arrangerade och producerade av Mimikry. Albumet släpptes även i fysisk form i en limiterad utgåva om 200 exemplar.

## Låtlista
| Nr  | Titel                                | Längd | Original                                        |  |
| --- | ------------------------------------ | ----- | ----------------------------------------------- |  |
| 1.  | Kungarna af stan IV                  | 3:24  | When we were winning - Broder Daniel            |  |
| 2.  | Borgarsvin                           | 2:28  | Borgarsvin - Dr Kosmos                          |  |
| 3.  | När jag mår skit, vill du ha mig då? | 2:31  | The Quiz - Hello Saferide                       |  |
| 4.  | Högervindar                          | 2:51  | Högervindar - Strebers                          |  |
| 5.  | Ett enskilt rum på Sabbatsberg       | 3:46  | Ett enskilt rum på Sabbatsberg - John Holm      |  |
| 6.  | Var sover du i natt?                 | 3:17  | This is the life - Amy MacDonald                |  |
| 7.  | Tusen dagar härifrån                 | 3:18  | Tusen dagar härifrån - Perssons Pack            |  |
| 8.  | För dig                              | 2:38  | For you - Anti-Nowhere League                   |  |
| 9.  | Vintersaga                           | 4:40  | Vintersaga - Ted Ström/Monica Törnell           |  |
| 10. | Dr. Stein                            | 2:53  | Dr. Stein - Helloween                           |  |
| 11. | En säkerhetsnål för dig              | 3:28  | Safetypin stuck in my heart - Patrik Fitzgerald |  |
| 12. | Amors Pilar                          | 3:46  | Amors Pilar - Stefan Sundström                  |  |
| 13. | En näve hat                          | 2:56  | En näve hat - Radioaktiva Räker                 |  |